# Дайн, Оскар Миронович
Оскар Миронович Дайн (6 января 1912, Бельцы, Бессарабская губерния — 1984, Кишинёв) — молдавский скрипач и педагог. Заслуженный артист Молдавской ССР (1960).

## Биография
Родился 6 января (по старому стилю) 1912 года в Бельцах в семье банковского служащего Меера Янкель-Копелевича (Мирона Карловича) Дайна (Даена, 1882—1963) и Ховы Хаимовны (Евы Харитоновны) Дайн (в девичестве Харац, 1884—1961). Учился в еврейской школе для мальчиков, затем в гимназии. Будучи студентом кишинёвской частной консерватории «Unirea» (класс М. Я. Пестера), в четырнадцатилетнем возрасте дебютировал исполнением Второго скрипичного концерта Генрика Венявского. С 1930 года работал в Симфоническом оркестре Румынской армии, играл в составе квартета при Бухарестской консерватории. В 1930-е годы продолжил обучение в Брюсселе, Праге, Париже и Бухаресте, в том числе специализировался у Альфреда Дюбуа и  Джордже Энеску.
После присоединения Бессарабии к СССР окончил Киевскую консерваторию. В годы Великой Отечественной войны выступал на фронтах в составе оркестра под управлением Шико Аранова, награждён медалью «За доблестный труд в Великой Отечественной войне». В послевоенные годы работал первой скрипкой в Молдавском государственном джазовом оркестре «Букурия» под управлением  Шико Аранова (Молдгосджаз). На протяжении 25 лет был солистом и концертмейстером симфонического оркестра Молдавской государственной филармонии. Награждён орденом «Знак почёта».
В сопровождении пианистки Гиты Страхилевич записал ряд произведений современных молдавских композиторов Давида Гершфельда, Соломона Лобеля, Штефана Няги, Златы Ткач, Макса Фишмана и других. С 1961 года — доцент Кишинёвской консерватории, исполнял обязанности заведующего кафедрой «Камерные ансамбли».
Оскар Дайн исполнил роль еврея-скрипача в фильме Эмиля Лотяну «Ждите нас на рассвете» (1963), вёл музыкальные радиопередачи на русском и молдавском языках. Портреты музыканта выполнили молдавские художники М. Г. Греку и М. Е. Гамбурд; скульптурный портрет — Л. И. Дубиновский. К столетнему юбилею музыканта в январе 2012 года почтой Молдавии была выпущена марка и памятный конверт.

## Семья
Жена — Фейга Шулимовна Дайн (урождённая Коган, 1912—?), в годы Великой Отечественной войны служила переводчиком с немецкого языка в СМЕРШе. Дочь — Лея, сын — Александр.